# Casa al carrer de Dalt, 10 (Pontós)
La Casa al carrer de Dalt, 10 és una obra de Pontós (Alt Empordà) inclosa a l'Inventari del Patrimoni Arquitectònic de Catalunya. Situada dins del nucli urbà de la població de Pontós, a l'extrem sud-est del nucli urbà, formant cantonada amb els primers edificis del carrer de la Creu.

## Descripció
Edifici cantoner de planta rectangular amb jardí lateral. Presenta la coberta de teula de dos vessants i està distribuït en planta baixa i pis. Consta de tres crugies perpendiculars a la façana, orientada a llevant. Presenta dues galeries superposades situades a la planta baixa i al pis. Cada una està formada per cinc arcs de mig punt bastits en maons (comptant els dos laterals en cada cas), amb les impostes motllurades. Els de la planta baixa reposen en grans pilars rectangulars bastits en pedra i maons, i alguns han estat tapiats per aprofitar més l'espai. A l'interior, la galeria està coberta per voltes d'aresta arrebossades recolzades als pilars i al mur lateral. El gran portal d'accés a l'interior de l'edifici és d'arc de mig punt bastit en maons i presenta la data 1861 a la part superior. La galeria del pis presenta dos dels arcs completament tapiats i la coberta restituïda. La resta de façanes presenten senzilles obertures rectangulars disposades aleatòriament i amb els emmarcaments arrebossats. A l'interior, les estances de la planta baixa estan cobertes per voltes rebaixes bastides amb maons disposats a pla.
La construcció presenta els paraments arrebossats exceptuant la façana principal, que ha estat rehabilitada.